# アヲハタ
アヲハタ株式会社（あをはた、英: AOHATA Corporation）は、広島県竹原市に本社を置く食品会社。「アヲハタ」ブランドで缶詰・ジャム類を製造している。東京証券取引所スタンダード市場に上場。

## 概要
自社販売ブランド
- アヲハタ
- ヴェルデ
- ランプ

日本国内の家庭用ジャムにおけるシェアは約3%とトップレベルに位置する。

## 沿革
- 1932年（昭和7年） - 廿日出要之進が中島董商店の全額出資を得て株式会社旗道園として創業[3]。
- 1948年（昭和23年） - 地元企業出資の下、青旗缶詰株式会社として再度設立。[要出典]
- 1988年（昭和63年） - アヲハタ株式会社に商号変更。[要出典]
- 1998年（平成10年）7月24日 - 広島証券取引所に上場[1]。
- 2000年（平成12年）3月1日 - 広島証券取引所廃止により、東京証券取引所2部に上場。
- 2008年（平成20年）6月 - 自社生産品の販売先を中島董商店からキユーピーに変更[6]。
- 2012年（平成24年）4月5日 - ジャム工場敷地内に、体験施設「アヲハタジャムデッキ」開設。[要出典]
- 2014年（平成26年）12月1日 - キユーピーの会社分割によりパン周り商品の販売事業を引き継ぎ、一部製品を主に自社で販売化。これに伴う株式移動などにより筆頭株主となったキユーピーが親会社となる[7][8]。
- 2018年（平成30年）10月1日 - 東北アヲハタを吸収合併。東北アヲハタ本社工場を山形工場に改称。
- 2018年（平成30年）12月3日 - 中島董商店からアヲハタの商標権を譲受すると同時に、中島董商店に対して第三者割当増資を実施[9]。
- 2021年（令和3年）11月1日 - テクノエイドを吸収合併。
- 2024年（令和6年）11月1日 - レインボー食品を吸収合併。
- 2025年（令和7年）11月1日 - 株式交換によりキューピーの完全子会社化する予定[10][11]。

## 事業所

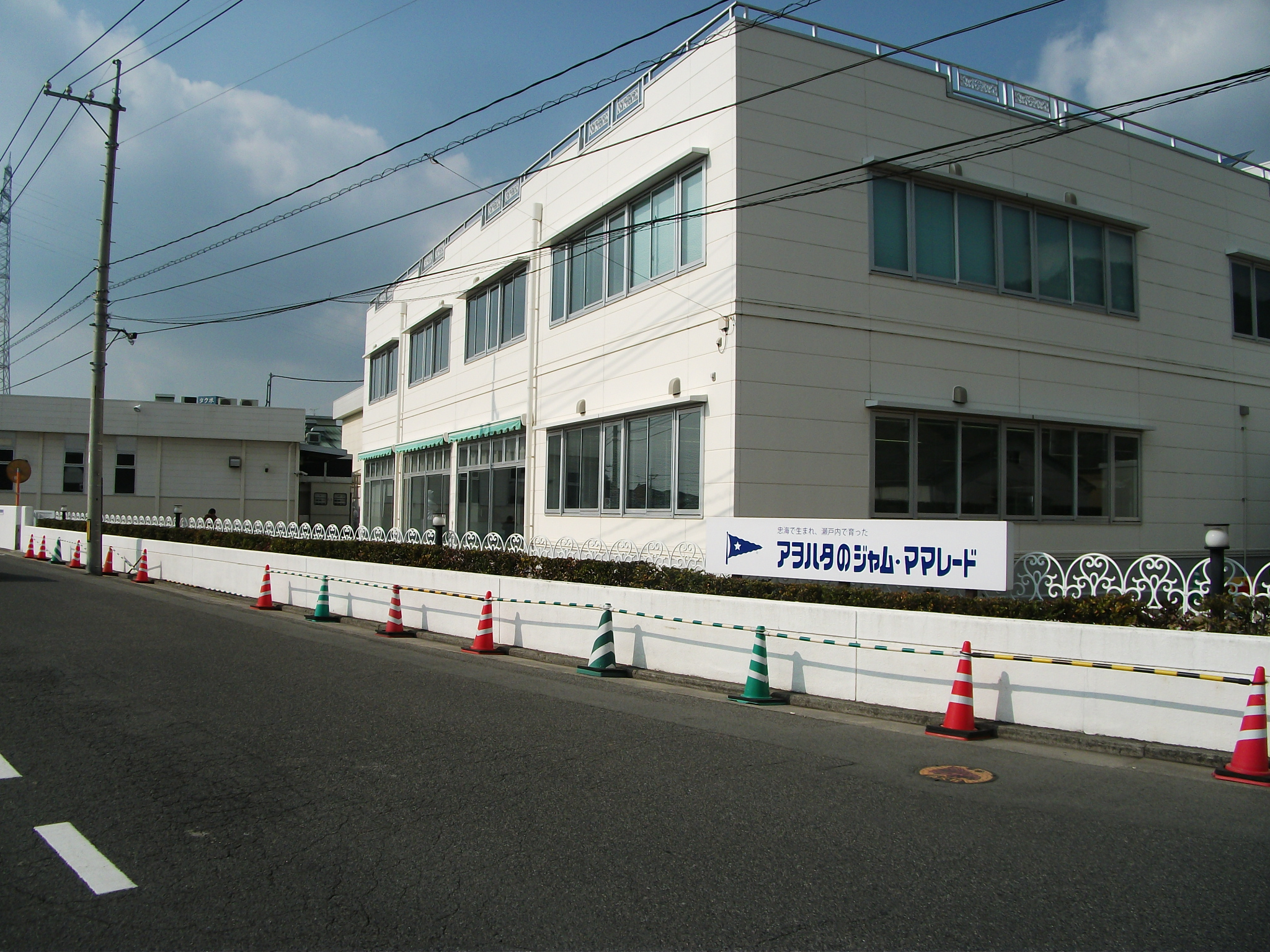
ジャム工場

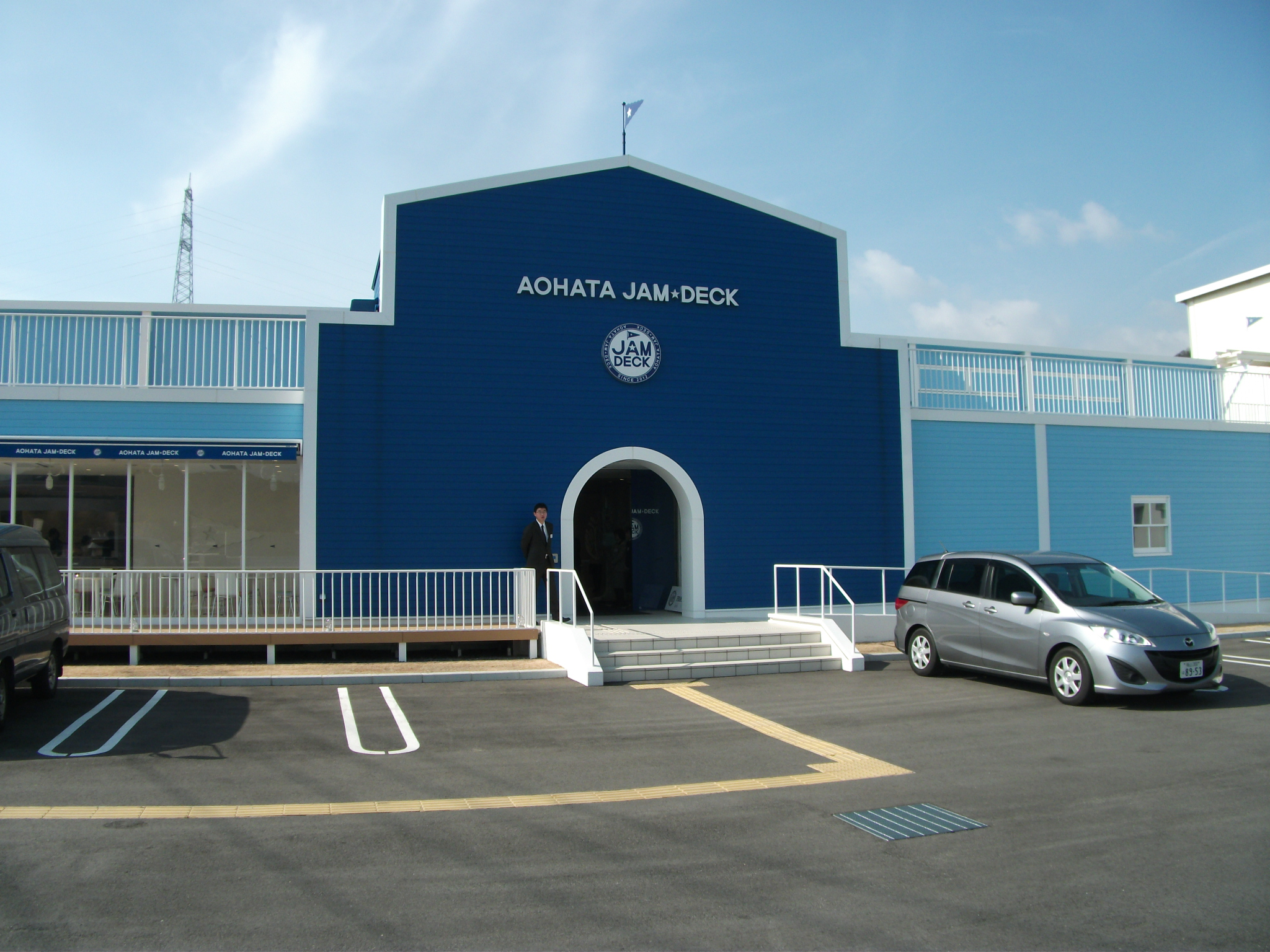
ジャム工場に隣接した体験施設「アヲハタジャムデッキ」

- 本社 - 広島県竹原市忠海中町1丁目1番25号
- ジャム工場 - 広島県竹原市忠海中町1丁目2番43号
- 竹原工場 - 広島県竹原市竹原町1678-13
- 山形工場 - 山形県北村山郡大石田町大字鷹巣484-1
- 営業部 - 東京都渋谷区渋谷1丁目4番13号 渋谷董友ビル

## 子会社
- 杭州碧幟食品有限公司 100.0%
- Santiago Agrisupply SpA 100.0%

## 「アヲハタ」のルーツ
中島董商店創業者である中島董一郎が、イギリス滞在時に、ロンドンのテムズ川でのケンブリッジとオックスフォード大学の伝統のボートレースのフェアプレーに感動して、両校の青い旗に強い印象を受けた。帰国直後の1918年（大正7年）に「アオハタ」を商標登録したが、「オ」は頭が出てバランスが悪いと感じ、1928年に「アヲハタ」 で再出願した。
1918年（大正7年）の出願時には、青以外に、緑、赤、黄色の旗マークを登録した。これは、中身が見えない缶詰だからこそ正直者たれという、中島の信念によるもので、カニ缶詰の特級品に青旗マーク、1級品に緑旗、2級品に赤旗を付し、格付けを明確にした。
アヲハタの商標権は長年中島董商店が保有していたが、前述の通り2018年12月3日付でアヲハタへ譲渡された。